# Areus (Gesandter)
Areus war ein spartanischer Politiker im 2. Jahrh. v. Chr.
Von 207 bis 192 v. Chr. herrschte der Tyrann Nabis in Sparta. Er soll sehr grausam gewesen sein und einige Einwohner in die Verbannung getrieben haben. Auch Areus und Alkibiades waren nach Gythio ins Exil geflüchtet. Nachdem Philopoimen Sparta erobert hatte, ließ er die Mauern schleifen, zwang die Stadt dem Achaiischen Bund beizutreten und gab ihnen eine neue Verfassung. Die Verbannten konnten zurückkehren, waren aber mit den weiteren Umständen nicht zufrieden. Aus diesem Grund begaben sich Areus und Alkibiades zu Lykortas, klagten die Achaier an und forderten eine neue Stadtmauer bauen zu dürfen, ihre alten Gesetze wieder in Kraft zu setzen und aus dem Achaiischen Bund wieder auszutreten. Lykortas, ein Anhänger des Philopoimen hatte hierfür kein Verständnis und verurteilte sie zum Tode.
Kurze Zeit später begaben sich Areus und Alkibiades nach Rom und klagten die Achaier an. Appius Claudius Pulcher wurde mit der Sache betraut. Nachdem er sich die Argumente beider Seiten angehört hatte, hob er das Todesurteil wieder auf. Den Spartanern erlaubte er wieder eine Befestigung zu bauen und ihre alten Gesetze wieder zu verwenden. Sie mussten zwar ein Mitglied im Achaiischen Bund bleiben, durften jedoch eine eigene Gesandtschaft nach Rom schicken.